# Szak- és betürendes kalauz az összes magyar irodalom története s könyvészetében
A Szak- és betürendes kalauz az összes magyar irodalom története s könyvészetében egy igen részletes 19. századi magyar bibliográfiai–irodalomtörténeti mű.
A mintegy 270 oldalas mű 1876-ban jelent meg Budapesten, szerzője Márki József egyetemi könyvtárőr. A mű enciklopédikus részletességgel mutatja be a magyar irodalom jelentősebb alkotásait a kezdetektől a 19. század közepéig 19 fő részre (úgynevezett „szak”-ba) osztva. Az egyes részeken belül a szerző a főszövegben tovább bontja tárgyát, és az egyes területek alrészeihez kapcsolható, jelentősebbnek minősített írókat nevezi meg, a lapok alján pedig lábjegyzet-szerű alapos könyvészeti felsorolást nyújt az adott íróhoz és szakhoz kapcsolható irodalmi művekről.
| Az egyes részek a következők: \| - I. vallási irodalom - II. költészeti vagy szépirodalom (szorosabb értelemben vett irodalom) - III. történetírási irodalom (történettudomány) - IV. törvénytudományi irodalom (jogtudomány) - V. nyelvészeti irodalom - VI. mennyiségtudományi irodalom (matematika) - VII. hadtudományi irodalom - VIII. természettudományi irodalom - IX. orvostudományi irodalom - X. bölcsészeti irodalom (filozófia) - XI. nevelési irodalom (pedagógia) - XII. széptudományi irodalom (esztétika) \| - XIII. földleírási és állatismei irodalom (földrajztudomány, zoológia) - XIV. utazási irodalom (útleírások) - XV. gazdasági irodalom (közgazdaságtan) - XVI. műtani irodalom (technológia) - XVII. kereskedelmi irodalom - XVIII. régészeti irodalom - XIX. vegyes körű irodalom (egyéb területek): - enciklopédikus irodalom - hírlap irodalom - folyóirat irodalom - naptár irodalom - családi, népi, ifjúsági, és gyermekirodalom \| | |
| - I. vallási irodalom - II. költészeti vagy szépirodalom (szorosabb értelemben vett irodalom) - III. történetírási irodalom (történettudomány) - IV. törvénytudományi irodalom (jogtudomány) - V. nyelvészeti irodalom - VI. mennyiségtudományi irodalom (matematika) - VII. hadtudományi irodalom - VIII. természettudományi irodalom - IX. orvostudományi irodalom - X. bölcsészeti irodalom (filozófia) - XI. nevelési irodalom (pedagógia) - XII. széptudományi irodalom (esztétika) | - XIII. földleírási és állatismei irodalom (földrajztudomány, zoológia) - XIV. utazási irodalom (útleírások) - XV. gazdasági irodalom (közgazdaságtan) - XVI. műtani irodalom (technológia) - XVII. kereskedelmi irodalom - XVIII. régészeti irodalom - XIX. vegyes körű irodalom (egyéb területek): - enciklopédikus irodalom - hírlap irodalom - folyóirat irodalom - naptár irodalom - családi, népi, ifjúsági, és gyermekirodalom |

A kötetet egy nyelvtörténeti bevezetés és irodalomtörténeti zárófejezet egészíti ki. A mű reprint kiadással nem rendelkezik, elektronikusan azonban a közelmúlt óta hozzáférhető a REAL-EOD honlapon.